# 猫ノカケラ
猫ノカケラ（ねこノカケラ）は、吉本興業東京本社所属のお笑いコンビ。よしもと沖縄エンターテイメントカレッジ（現・NSC沖縄校）4期生。よしもとエンタテインメント沖縄を経て、2022年8月より東京に移籍。

## メンバー
キャット上原（キャットうえはら、1992年10月22日-）
- 沖縄県名護市出身。
- 趣味は野良犬や野良猫と戯れること。
- 特技は股関節の骨を大きく鳴らすこと。

ガツン！と岸本（ガツンときしもと、1992年12月26日-）
- 沖縄県宜野座村出身。
- 趣味・特技はラグビー、ライフセーバー。
- 高校卒業後、ホテルマンを経て芸人になった[2]。
- 3年間車中生活をしていた[2]。